# Army of Two (canción)
«Army of Two» —en español: «Ejército de dos»— es una canción de género pop del cantante y compositor británico Olly Murs, incluida en su tercer álbum de estudio Right Place Right Time, de 2012. El intérprete la compuso con ayuda de Iyiola Babalola, Wayne Hector y Darren Lewis, mientras que el equipo Future Cut la produjo. La idea de escribirla era agradecer a los admiradores de Murs por seguirlo desde el inicio de su carrera. Epic Records la lanzó oficialmente como sencillo el 22 de marzo de 2013 a través de la tienda digital Amazon.com.
Su recepción fue positiva por parte de los críticos, pero negativa comercialmente. Algunos especialistas compararon la voz del cantante en la canción con la de Adam Levine de Maroon 5, aunque también alabaron su ritmo y uno en particular, Louise Bruton de Entertainment IE, lo nombró el mejor sencillo de Murs. Comercialmente, ingresó a algunas listas, como la de Australia, Irlanda, Nueva Zelanda y el Reino Unido, donde logró un puesto entre los veinte éxitos semanales de sus respectivas listas.
Como parte de su promoción, el intérprete estrenó un videoclip el 14 de febrero de 2013 dirigido por Vaughan Arnell, el cual fue filmado en el estacionamiento subterráneo del Centro de Exposiciones ExCeL del Reino Unido. Además interpretó la canción en repetidas ocasiones en sitios como los programas Dancing On Ice, The Graham Norton Show, This Morning y Sunrise.

## Antecedentes y composición
«Army of Two» es una canción de género pop y dance pop con estilos del R&B contemporáneo y el neo soul que cuenta con una duración de cuatro minutos con cuarenta y siete segundos totales. Murs la compuso con ayuda de Iyiola Babalola, Wayne Hector y Darren Lewis, mientras que el equipo Future Cut la produjo. De acuerdo con el cantante, eligió la canción como segundo sencillo de Right Place Right Time en honor a sus seguidores. Inspirada en «Millennium» de Robbie Williams y «Freedom» de George Michael, la idea principal al componerla era «capturar el espíritu de unión» que Murs y sus seguidores sienten. Al respecto, explicó que:

«Quería escribir una canción sobre mis admiradores, que han sido increíbles para mí estos últimos tres años, en el rasgo de Take That o Coldplay [...] Se sintió asombroso escribir esta canción, ¡y no puedo esperar para cantarla en vivo!».

La canción está escrita en la tonalidad de do mayor.

Durante el lanzamiento de Right Place Right Time el 23 de noviembre de 2012, se realizó un evento llamado Album Listening Party donde el cantante respondía preguntas hechas por sus seguidores acerca del disco. Una de ellas preguntó cuál era la pista más importante para él y qué podría decir al respecto, a lo que respondió que «Army of Two» era su preferida, ya que es acerca de la relación entre ellos y él. Después, explicó que inicialmente sería el primer sencillo de Right Place Right Time, pero decidió que fuese «Troublemaker» ya que necesitaba promocionarse en los Estados Unidos y esa era la ideal. En una entrevista con Digital Spy dijo que le tomó trabajo escribirla ya que no es fácil componer una canción para los seguidores sin que sea de mal gusto. Añadió además que es sobre darle las gracias a las personas por gastar su dinero en él, pero que también podría tratarse sobre una relación amorosa, aunque la idea en mente siempre fueron las personas que lo seguían. Cerró diciendo: «Somos como un ejército que trabaja junto para impulsarse. Quiero crecer con mis admiradores como Robbie Williams lo hizo. Él aún es capaz de tener éxitos porque ha crecido con su grupo de seguidores».
La letra del tema posee la frase «faith is the bullet, hope is the gun and love is all we need» —en español: «La fe es la bala, la esperanza el arma y el amor todo lo que necesitamos», que Robert Copsey de Digital Spy describió como «filosófica». De acuerdo con la partitura publicada por Faber Music en el sitio web Musicnotes, la pista tiene un tempo andante de ochenta pulsaciones por minuto y está escrita en la tonalidad de do mayor. El registro vocal de Murs se extiende desde la nota sol mayor hasta la re mayor.

## Recepción crítica y comercial

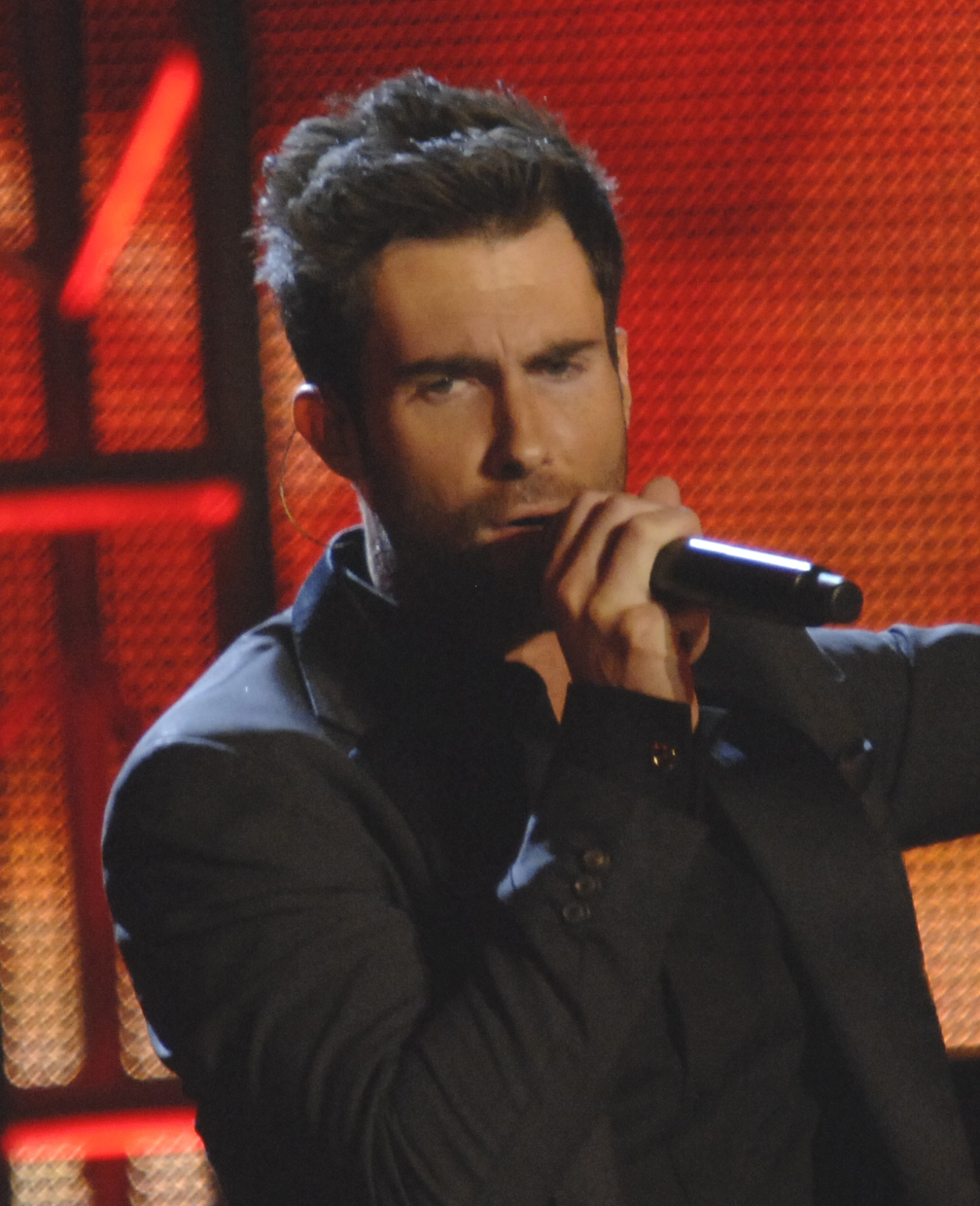
Algunos críticos señalaron que la voz del cantante Adam Levine y la de Murs son muy parecidas.

«Army of Two» recibió comentarios en su mayoría de carácter positivo por parte de los críticos musicales. Robert Copsey de Digital Spy escribió que todo estaba «muy bien diseñado», pero que lo mejor es el estribillo que contiene una letra que inmediatamente se hace pegadiza. En una revisión completa de la canción, Copsey le otorgó cuatro estrellas de cinco. En su reseña de Right Place Right Time, Trent Maynard de 4Music comentó que se destaca al igual que «Troublemaker» por su gancho pegadizo, su fuerza, su respaldo instrumental estridente y las voces que recuerdan a Maroon 5. Scott Shetler de PopCrush la describió como «optimista». El escritor Louise Bruton de Entertainment IE escribió que:

«Este es posiblemente su mejor sencillo desde que se catapultó a la fama con The X Factor en 2009. La hábil producción y los tambores militares no hieren la poderosa forma de expresarse como un sencillo. [De hecho], va en contra de su [estilo] habitual fresco y alegre que mostró en sus previos sencillos número uno "Heart Skips a Beat" y "Dance With Me Tonight". "Army of Two" ofrece un nuevo sonido distinto y [a Murs] se le ve llegar a las notas más altas con facilidad, no muy diferente a Adam Levine de Maroon 5, y que eso rezuma la confianza que esperamos de nuestras estrellas pop actuales».

Comercialmente, «Army of Two» contó con una mala recepción comercial en comparación con la del anterior sencillo de Murs, «Troublemaker». En el Reino Unido alcanzó el décimo segundo puesto del UK Singles Chart y se convirtió en la séptima canción del cantante que logra un puesto entre los quince primeros éxitos semanales. En Irlanda solo logró el lugar dieciocho. En las radios de Eslovaquia alcanzó la posición cincuenta y nueve. Por su parte, en Australia logró el décimo noveno puesto, mientras que en Nueva Zelanda el trece. En este último se convirtió en su segunda entrada a la lista, detrás de «Troublemaker». Además, en Australia obtuvo un disco de platino por vender 70 000 copias.

## Promoción

### Vídeo musical
El vídeo musical de «Army of Two» se grabó a finales de enero de 2013 con Vaughan Arnell como director, quien recientemente había trabajado en exitosos vídeos como «Live While We're Young» y «Little Things» de One Direction. Olly Murs lo publicó en su canal oficial de VEVO en YouTube el 14 de febrero de 2013. Su trama consiste simplemente en el cantante caminando por un estacionamiento, donde de repente comienzan a aparecer distintos clones de él que lo siguen por todo el recorrido.  Durante todo el videoclip, Murs y todas sus copias solo utilizan un conjunto de camisa y pantalón color negro con un chaleco gris encima.
El estacionamiento subterráneo del Centro de Exposiciones ExCeL es el único lugar que utilizaron para grabarlo. Sobre esto, Astrid Edwards, uno de los productores técnicos del vídeo, comentó al sitio web Promo News que eligieron ese lugar en particular ya que es el aparcado de autos más largo de Europa y necesitaban mucho espacio para la larga caminata de Murs. Comentó también que tuvieron que perforar ciertas partes del edificio para poder trasladar las tantas luces y metros de cable que necesitaron, lo que describió como «la pesadilla de un productor». Añadió además:

«El núcleo del equipo de efectos visuales Framestore del Reino Unido estuvieron involucrados desde el principio y eso fue valioso, ya que tomó unas tres semanas de trabajo entero de matemáticas avanzadas entre nosotros, cámaras, grips y postproducción antes de grabar para tomar un descanso en cada secuencia del último cuadro, último lugar, última nota. Eso fue inmensamente complicado y consumía extremadamente tiempo pero era necesario para que la idea funcionara en lo absoluto».

Sobre los múltiples clones del cantante, reveló que debieron grabarlo unas 180 o 200 veces en intervalos de 130 tomas. Con esto, se logró crear unas ochenta copias de Murs con una resolución de 3000 píxeles. Por otra parte, Vaughan Arnell dijo que la idea principal era «desatar un batallón» de Olly's para que se convirtiera en una «brillante promoción». Sobre el resultado, todo el equipo se mostró contento por ello y además agradecidos por la ayuda adicional que recibieron.

### Interpretaciones en directo
Olly Murs la interpretó por primera vez el 4 de febrero de 2013 para su canal de VEVO en YouTube. El cantante fue respaldado por una serie de violines, coristas, tambores y guitarras. Chris Younie de 4Music habló positivamente de la presentación diciendo que «el día simplemente se animó considerablemente». Inclusive, la discográfica del cantante decidió añadirla como bono de la edición de lujo de Right Place Right Time. Luego, el 18 del mismo mes, la cantó en Dancing On Ice acompañado de una serie de patinadores de hielo y un grupo de chicas tocando tambores. El 1 de marzo siguió promocionándola con una presentación en The Graham Norton Show. Cuatro días más tarde, la presentó en el programa matutino This Morning. En abril, Murs asistió a los Logie Awards en Australia y la interpretó junto con «Troublemaker». Continuó con su promoción en el país cuando la tocó en el programa matutino Sunrise.
El 26 de mayo, Murs participó en el Radio 1's Big Weekend organizado por BBC en Derry, Reino Unido, que contó con la asistencia de 40 000 personas. Allí, abrió su presentación con «Army of Two», seguida de «Dance With Me Tonight» y «Oh My Goodness». Luego siguió con «Dear Darlin'» y un popurrí que mezclaba versiones de «Should I Stay Or Should I Go» y «Town Called Malice». Finalmente, cerró con «Right Place Right Time», «Heart Skips a Beat» y «Troublemaker». Por otra parte, ha sido interpretada en la tercera gira del cantante Right Place Right Time Tour.

## Formato y remezclas
- Descarga digital

| «Army of Two» — EP |                                              |          |  |
| N.º                | Título                                       | Duración |  |
| 1.                 | «Army of Two» (Radio Edit)                   | 3:45     |  |
| 2.                 | «Army of Two» (Westfunk & Steve Smart Remix) | 5:18     |  |
| 3.                 | «Army of Two» (Kat Krazy Remix)              | 4:58     |  |
| 4.                 | «Army of Two» (En vivo)                      | 4:33     |  |

## Posicionamiento en listas

### Semanales
| Alemania      | German Singles Chart      | 96 |
| Australia     | Australian Singles Chart  | 19 |
| Austria       | Austrian Singles Chart    | 27 |
| Escocia       | Scottish Singles Chart    | 10 |
| Eslovaquia    | Radio Top 100 Chart       | 59 |
| Irlanda       | Irish Singles Chart       | 18 |
| Nueva Zelanda | New Zealand Singles Chart | 13 |
| Reino Unido   | UK Singles Chart          | 12 |

### Certificaciones
| País        | Organismo certificador | Certificación | Unidades certificadas | Ref.   |
| ----------- | ---------------------- | ------------- | --------------------- | ------ |
| Australia   | ARIA                   | Platino       | 70 000                | [ 24 ] |
| Reino Unido | BPI                    | Plata         | 200 000               | [ 35 ] |